# مادر دوم (فیلم ۲۰۱۵)
مادر دوم (پرتغالی: Que Horas Ela Volta?) فیلمی برزیلی در سبک درام است که در سال ۲۰۱۵ منتشر شد.